# Ryōko Shinohara
Ryōko Shinohara (篠原 涼子?, Shinohara Ryōko; Kiryū, 13 agosto 1973) è un'attrice e cantante giapponese.

## Biografia
Ex-membro del gruppo femminile J-pop Tokyo Performance Doll, dopo lo scioglimento del gruppo Shinohara diede avvio ad una carriera solista con il produttore Tetsuya Komuro. Il suo singolo più di successo, canzone tema della versione giapponese del film d'animazione Street Fighter II: The Animated Movie e prodotto dallo stesso Komuro, ha venduto più di due milioni di copie. Shinohara ha pubblicato singoli regolarmente fino al 1998, quando decise di dedicarsi principalmente alla carriera di attrice.

## Vita privata
L'8 dicembre 2005 ha sposato l'attore Masachika Ichimura, ed il 10 maggio 2008 i due hanno avuto un figlio. La coppia si è separata nel 2021.

## Discografia

### Album
- Ryoko from Tokyo Performance Doll (1993)
- Lady Generation ～淑女の時代～ (1995, prima posizione nella classifica Oricon)
- Sweets‐Best of Ryoko Shinohara‐(1997, (compilation)

### Singoli
- Koi Wa Chanson - 91.01.21
- Squall - 92.07.22
- Sincerely - 94.02.02
- Itoshisa to Setsunasa to Kokoro Tsuyosa to - 94.07.21
- Motto Motto... - 95.02.08
- Lady Generation - 95.08.21
- Dame! - 95.11.22
- Heibon na Happy ja Monotarinai - 96.05.22
- Shi waseha sobani ru - 96.08.21
- Party wo nuke dasou! - 96.11.25
- Goodbye Baby - 97.07.01
- BLOW UP - 98.04.22
- A place in the sun - 98.10.01
- Rhythm to Rule - 00.03.08
- Someday somewhere - 01.08.22
- Time of GOLD - 03.05.21

## Filmografia

### Cinema
1. Shin Funky Monkey Teacher Dotsukaretarunen (新ファンキー・モンキー・ティチャー どつかれたるねん; 1994)
2. Funky Monkey Teacher Forever (ファンキー・モンキー・ティチャー フォーエヴァー ワクワク秘密の花園の巻; 1995)
3. Happy People (ハッピーピープル; 1996)
4. June Bride (ジューンブライド 6月19日の花嫁; 1998)
5. Beru Epokku (ベル*エポック ; 1998)
6. Go-Con! Japanese Love Culture (GO-CON!; 2000)
7. Red Shadow: Akakage (赤影; 2001)
8. Calmi cuori appassionati (冷静と情熱のあいだ; 2001)
9. Totunyuuseyo! Asama Sansou Jiken (突入せよ！「あさま山荘」事件; 2002)
10. Hi wa mata noboru (陽はまた昇る; 2002)
11. Kendama (けん玉; 2002)
12. Blessing Bell (幸福の鐘; 2003)
13. Kamikaze Girls (下妻物語; 2004)
14. The Uchoten Hotel (有頂天ホテル; 2006)
15. Unfair (アンフェア 2006)
16. Nyanko: The Movie (にゃんこ THE MOVIE;2006）
17. Hanada Shonenshi (花田小年史 )(2006)
18. Haken no Hinkaku (ハケンの品格; 2007)
19. Unfair: The Movie (アンフェア: The Movie; 2007)

### Televisione
- Last Cinderella (Fuji TV, 2013)
- Higashino Keigo Mysteries (Fuji TV, 2012, Story 10: basato su una serie di novelle di Keigo Higashino)
- Unfair the Special ~Double Meaning Niju Teigi~ (Fuji TV, 2011)
- Ogon no Buta (NTV, 2010)
- Tsuki no Koibito (Fuji TV, 2010)
- Hataraku Gon! (NTV, 2009)
- Haken no Hinkaku (NTV, 2007)
- Unfair SP (Fuji TV, 2006)
- Message (MBS, 2006) [ospite]
- Hanayome wa Yakudoshi (TBS, 2006)
- Unfair (Fuji TV, 2006)
- Woman's Island (NTV, 2006)
- Naniwa Kinyudo 6 (Fuji TV, 2005)
- Anego (NTV, 2005)
- Mother and Lover (KTV, 2004)
- Hikari to tomo ni (NTV, 2004)
- At Home Dad (Fuji TV, 2004)
- Yankee Bokou ni Kaeru (TBS, 2004)
- Boku no Mahou Tsukai (NTV, 2003)
- Mukodono 2003 (Fuji TV, 2003)
- HR (Fuji TV, 2002)
- Renai Hensachi (Fuji TV, 2002)
- Hatsu Taiken (Fuji TV, 2002)
- Saotome Typhoon (TV Asahi, 2001)
- Mukodono! (Fuji TV, 2001)
- Kabachitare (Fuji TV, 2000)
- Tokimune Hojo (NHK, 2000)
- Kiken na kankei (Fuji TV, 1999)
- Genroku Ryoran (NHK, 1999)
- Ao no Jidai (TBS, 1998)
- Nanisama (TBS, 1998)
- Beach Boys (serie televisiva) Special (Fuji TV, 1998)
- Kira Kira Hikaru (Fuji TV, 1998)
- Real Sound: Kaze no Regret (audio game, 1997)
- Shinryounaikai Ryouko (NTV, 1997)
- Gift (Fuji TV, 1997)
- Odoru Daisousasen (Fuji TV, 1997, episodio 2)
- Rennai Zenya Ichidodake no Koi 2 (1996)
- Pure (Fuji TV, 1996)
- Naniwa Kinyudo 2 (Fuji TV, 1996)
- Ninshin Desuyo 2 (Fuji TV, 1995)
- Kagayaku Toki no Naka de (Fuji TV, 1995)
- Houkago (Fuji TV, 1992)
- Sugao no Mama de (Fuji TV, 1992)